# П'єр Луї Гудро
П'єр Луї́ Гудро́ (фр. Pierre Louis Goudreaux; 1694, Париж — 1731, Мангайм) — художник-портретист, представник французьких старих майстрів.

## Життєпис
П'єр Луї Гудро народився 1694 року в Парижі.
Відомо, що Гудро був придворним художником у курфюрста Пфальцу Карла III Філіпа.
Художник жив у Мангаймі, куди курфюрст 1720 року переніс королівський двір Пфальцу.
П'єр Гудро помер 10 квітня 1731 року.

## Картини Гудро на аукціонах
Полотна П'єра Луї Годро кілька разів виставляли на аукціоні. Вартість реалізованих творів коливалась від 1 248 до 16 854 доларів США.
2018 року в Лемперці (Кельн) за 16 854 доларів продали портрет принца-курфюрста Карла III Філіпа.

## Картина «Коханці»
2013 року арт-дилер, власник Spanierman Gallery в Нью-Йорку, виставив на продаж на аукціоні Дойл полотно «Коханці», яку нацисти викрали з Музею Ханенків під час окупації Києва. Картину оцінили у понад 5000 доларів. На вимогу українського музею юридична фірма «Art Loss Register», яка здійснює перевірку законності творів на європейському антикварному ринку, зупинила продаж картини. У березні 2020 року картину повернули до Києва.

## Творчий доробок

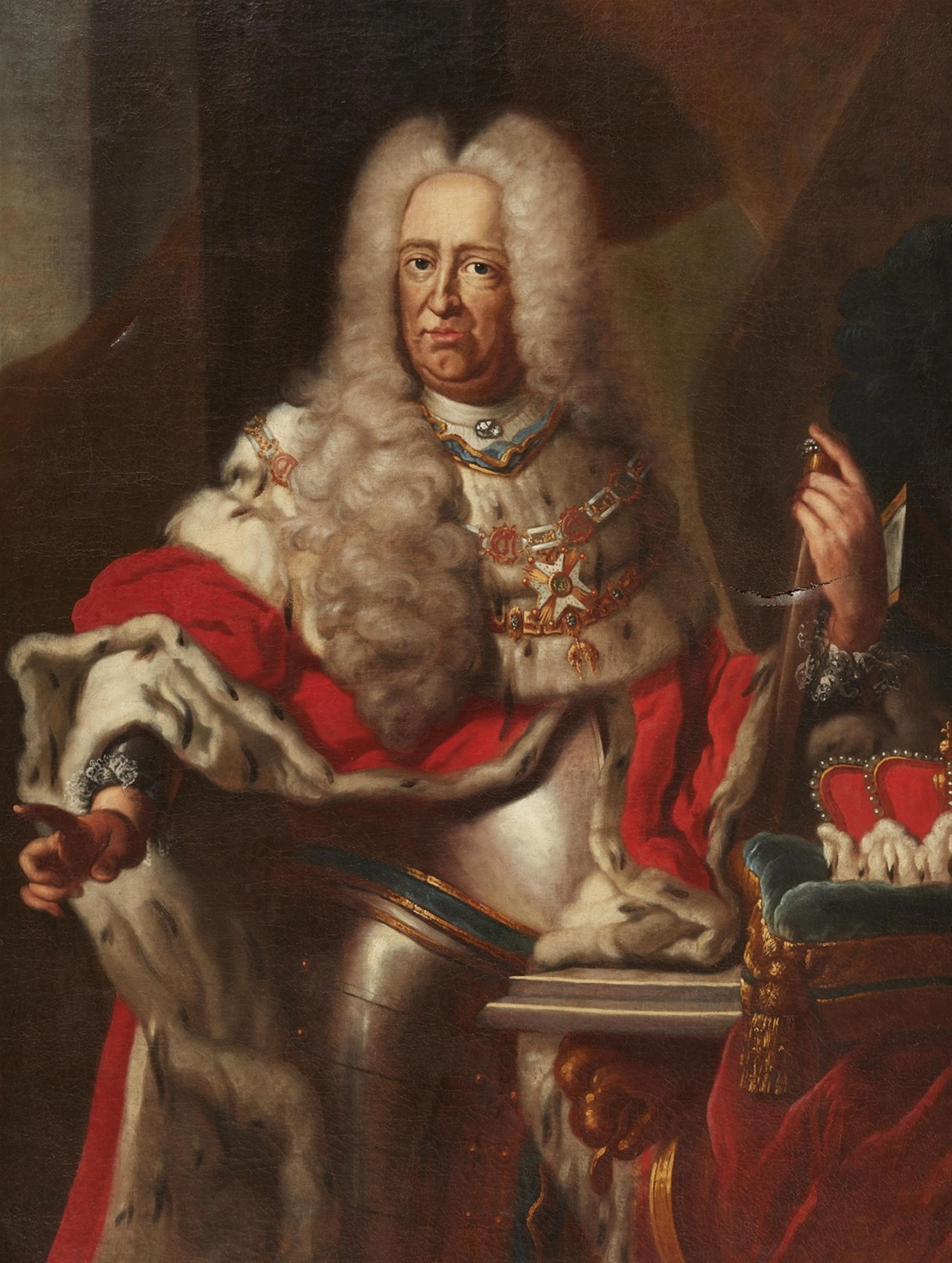
Портрет Карла III Філіпа
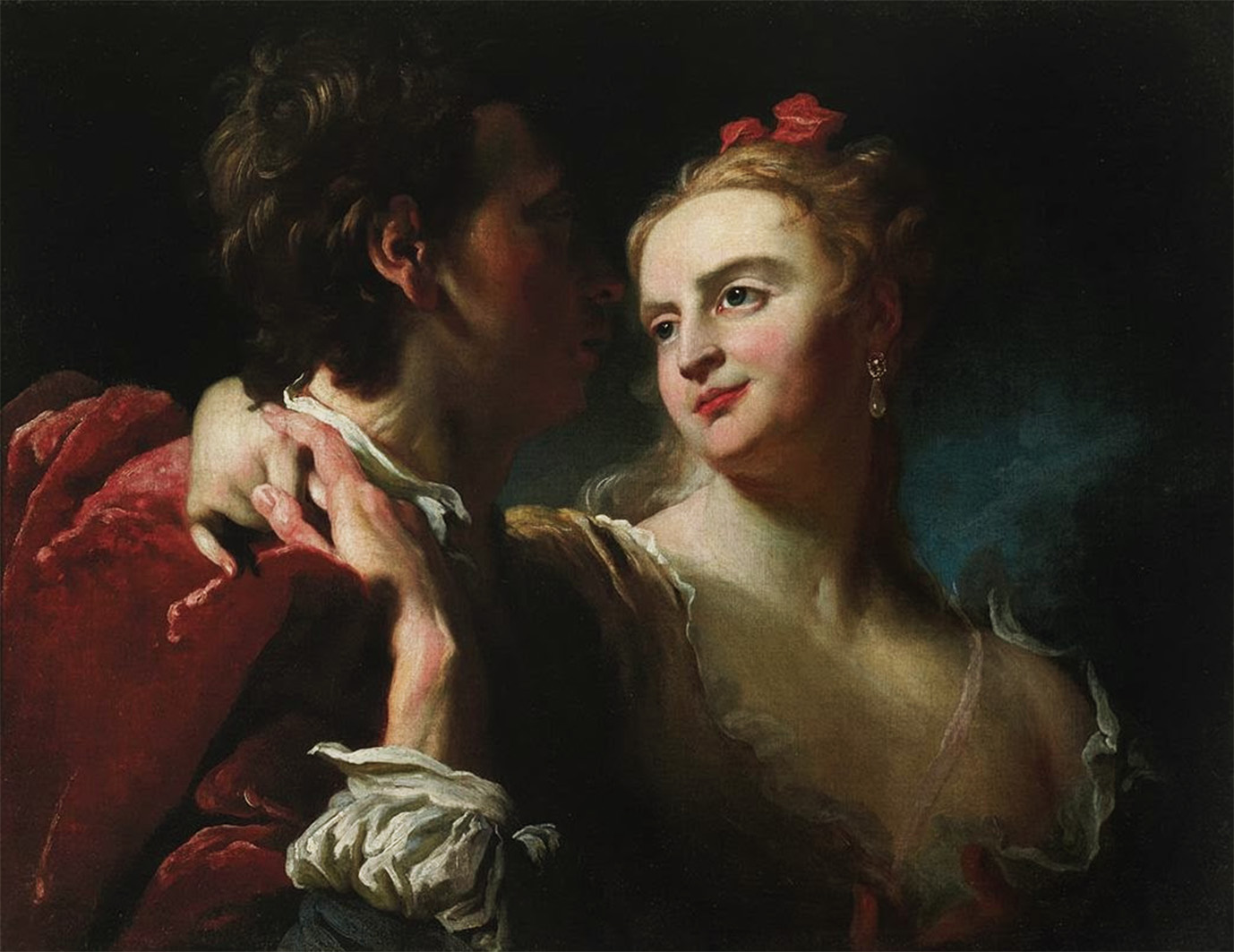
«Коханці»
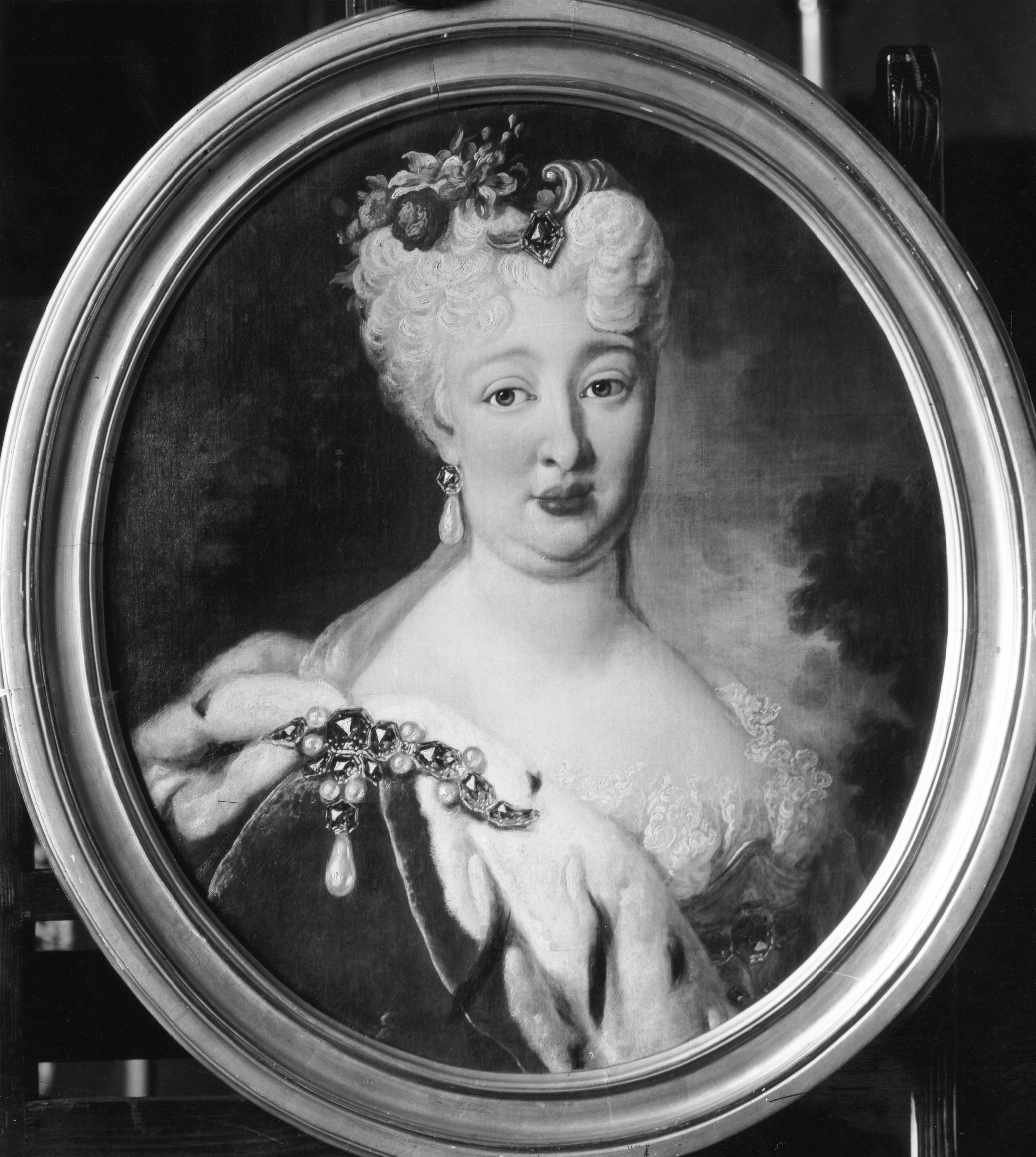
Портрет Єлизавети Августи Софії Пфальц-Нойбурзької